# Jogos Asiáticos de Artes Marciais e Recinto Coberto de 2017
Os Jogos Asiáticos de Artes Marciais e Recinto Coberto de 2017 foram realizados em Asgabate, no Turquemenistão, entre 17 e 27 de setembro de 2017.